# Луч (космический аппарат)
«Луч» — серия советских и российских телекоммуникационных спутников-ретрансляторов двойного назначения, созданных в НПО ПМ имени академика М. Ф. Решетнёва.
Первое поколение КА «Луч» прежде всего предназначались для обеспечения двусторонней широкополосной связи с подвижными космическими, наземными и морскими объектами: кораблями ВМФ, космическими аппаратами и пилотируемыми комплексами (МКС, корабли «Союз» и др.), а также передачи телеметрической информации с разгонных блоков и верхних ступеней ракет-носителей. Кроме того, КА «Луч» использовались для обмена телевизионными новостями и программами между телецентрами и для организации связи в чрезвычайных условиях и в труднодоступных районах.
Новое поколение спутников «Луч», планировавшееся к запуску в 2011—2014 гг. и входящие в МКСР (Многофункциональная космическая система ретрансляции), кроме вышеперечисленных задач выполняло ряд новых. На нём было установлено оборудование системы «Коспас-Сарсат» и системы дифференциальной коррекции и мониторинга (СДКМ) для оперативной передачи информации о целостности радионавигационного поля для повышения точности навигационных определений в системе ГЛОНАСС.

## Система «Альтаир» («Луч»)
Первое поколение спутников-ретрансляторов «Луч» было создано НПО ПМ на базе платформы КАУР-4 (её первое применение) и имело кодовое название «Альтаир» (индекс ГУКОС — 11Ф669). Эта система была задумана как часть второго поколения Глобальной космической командно-ретрансляционной системы (ГККРС) и разрабатывалась на основании постановления ЦК КПСС и Совмина СССР от 17 февраля 1976 года (другой его составной частью были геостационарные спутники системы «Гейзер»).
Спутник-ретранслятор «Альтаир» позволял устанавливать двустороннюю широкополосную связь с подвижным космическим, морским или же наземным объектом: например с кораблями ВМФ или же с новым поколением долговременных орбитальных станций и космический кораблей (станция «Мир», КК «Буран»). 
Запуск спутников «Альтаир» позволил в два раза увеличить продолжительность сеанса связи комплекса «Мир» с Землей: ЦУП видел станцию даже на противоположной стороне планеты, поэтому космонавты смогли общаться с родственниками и с Центром управления без длительных перебоев связи, практически круглосуточно.
Наведение антенн спутника производилось по радиолучу станции-адресата. 
На КА «Альтаир»  использовались бортовые ЭВМ, управлявшие работой всех подсистем КА. 
Через активные транспондеры КА «Альтаир», созданных НПО «Радиоприбор», спутники могли передавать на наземные станции большие потоки цифровой информации, такие как оцифрованные изображения земной поверхности с КА оперативной видовой разведки. В связи с этим использовались бортовые антенны большого размера с узкими диаграммами направленности (до 0,5°), что также потребовало повышение точности ориентации орбитальной платформы до 0,1°. 
Коррекция по долготе производилась с помощью стационарных плазменных двигателей СПД-70. 
Общая масса КА была близка к 2400 кг, солнечные батареи площадью 40 м² обеспечивали питание мощностью 1.75 кВт.
Всего было изготовлено пять КА первого поколения, но запущены только четыре. Последний «Альтаир» («Луч-15») был изготовлен в 2000 г., однако из-за отсутствия средств выведения пуск не состоялся, и было принято решение установить этот КА в Санкт-Петербургском музее связи им. А. С. Попова.

## «Гелиос» («Луч-2»)
В процессе испытаний первых КА «Альтаир» выяснилось, что транспондеры спутников имели большой запас по энергетике и не использовались на 100 %. Поэтому модернизированный спутник «Альтаир»: КА «Луч-2» (кодовое название «Гелиос») также предназначался для сбора и передачи оперативной телевизионной информации, ТВ-обмена между телецентрами, для проведения телемостов, телеконференций, репортажей, ретрансляции информации и организации связи в чрезвычайных условиях и в труднодоступных районах.
Для системы «Альтаир» были зарегистрированы (международной индекс SDRN (W,C,E)) три орбитальных позиции на геостационарной орбите: 16° з. д. (WSDRN), 95° в. д. (CSDRN) и 160° з. д. (ESDRN), но использовались только две первые. КА «Луч-1» использовался в другой точке стояния: 77° в. д. (CSSRD-2).
В таблице ниже приведены характеристики всех КА «Альтаир» и КА «Гелиос», изготовленных до 2000 года.
| Название                  | Модель и Платформа | Дата запуска | Орб. поз. | Масса, кг | Мощ. ПН, кВт | САС, лет | Ракета-носитель         | Предназначение | Статус                        |
| ------------------------- | ------------------ | ------------ | --------- | --------- | ------------ | -------- | ----------------------- | --- | ----------------------------- |
| Космос-1700 (Альтаир 11Л) | 11Ф669, «КАУР-4»   | 25.10.1985   | 16° з. д. | 2400      | 1,75         | 3        | «Протон-К» с блоком ДМ2 | Обеспечение двусторонней широкополосной связи с подвижными космическими, наземными и морскими объектами: кораблями ВМФ, космическими аппаратами и пилотируемыми комплексами, а также передачи телеметрической информации с разгонных блоков и верхних ступеней ракет-носителей. | Выведен из эксплуатации       |
| Космос-1897 (Альтаир 12Л) | 11Ф669, «КАУР-4»   | 26.11.1987   | 95° в. д. | 2400      | 1,75         | 3        | «Протон-К» с блоком ДМ2 | То же, что и «Космос-1700». | Выведен из эксплуатации       |
| Космос-2054 (Альтаир 14Л) | 11Ф669, «КАУР-4»   | 27.12.1989   | 16° з. д. | 2400      | 1,75         | 3        | «Протон-К» с блоком ДМ2 | То же, что и «Космос-1700». | Выведен из эксплуатации       |
| Луч 4 (Альтаир 13Л)       | 11Ф669, «КАУР-4»   | 16.12.1994   | 95° в. д. | 2400      | 1,75         | 3        | «Протон-К» с блоком ДМ2 | То же, что и «Космос-1700». | Прекратил работу в 1998 году. |
| Луч 1 (Гелиос 12Л)        | «Луч-2» «КАУР-4»   | 11.10.1995   | 77° в. д. | 2400      | 1,75         | 5        | «Протон-К» с блоком ДМ2 | То же, что и «Космос-1700». В дополнение, служит для обмена ТВ-новостями и программами между телецентрами, проведения телемостов, телеконференций и репортажей. | Прекратил работу в 1998 году. |
| Луч 15 (Альтаир 15Л)      | 11Ф669, «КАУР-4»   | не запущен   |           | 2400      | 1,75         | 5        |                         | Изготовлен в 2000 году. Выставлен в Центральном музее связи им. Попова |                               |

## Многофункциональная космическая система ретрансляции (МКСР) «Луч»
После выхода из строя последнего из спутников «Гелиос» возникла необходимость разработки системы, которая отвечала бы современным требованиям ретрансляции и была бы основана на новых спутниковых платформах. Разработка многофункциональной космической системы ретрансляции (МКСР) «Луч» была включена в Федеральную космическую программу России на 2006—2015 годы. Система строится с использованием геостационарных спутников-ретрансляторов «Луч-5А», «Луч-5Б» и «Луч-5В».
КА-ретрансляторы системы МКСР будут работать с низколетящими спутниками с высотой орбит до 2000 км над поверхностью Земли, такими как пилотируемые космические комплексы, космические корабли, а также ракеты-носители, разгонные блоки и др. КА «Луч» будут принимать от них информацию (как телеметрическую, так и целевую) на участках полета, находящихся вне зон видимости с территории России, и ретранслировать её в режиме реального времени на российские земные станции. В то же время будет обеспечена возможность передачи команд управления на эти КА
Как и КА предыдущей системы, все КА МКСР «Луч» будут построены ОАО «ИСС им. академика М. Ф. Решетнёва». Оператором МКСР «Луч» является ОАО «Спутниковая система „Гонец“».
С 2024 г. «Решетнев» работает над модернизированным аппаратом — «Луч-5ВМ», который сможет работать на высоте до 20 тыс. километров (текущие спутники системы «Луч» работают на высоте до 2 тысяч километров), он создается на платформе среднего класса «Экспресс-1000К». Его намереваются отправить на орбиту в 2025 году.